# Waverly (Virginie-Occidentale)
Pour les articles homonymes, voir Waverly.
Waverly est une census-designated place située dans le comté de Wood, dans l’État de Virginie-Occidentale, aux États-Unis. Lors du recensement de 2020, elle comptait 369 habitants.